# Apneumonella taitatavetaensis
Apneumonella taitatavetaensis is een spinnensoort uit de familie van de Telemidae. De wetenschappelijke naam van de soort werd voor het eerst geldig gepubliceerd in 2017 door Zhao en Li.